# Tommasinijeva popkoresa
Tommasinijeva popkoresa (znanstveno ime Moehringia tommasinii) je endemična rastlina slovenskega Krasa, delov Italije in Hrvaške.
V Sloveniji uspeva le na treh lokacijah na Kraškem robu. Zaradi majhnega naravnega habitata je rastlina zavarovana v Sloveniji, je kvalifikacijska vrsta območja Natura 2000 - Kras in je uvrščena tudi na rdeči seznam IUCN. Ogroža jo športno plezanje in razraščanje tujerodne invazivne vrste navadne vinike (Parthenocissus quinquefloia (L.) Planch).